# Aulne
Aulne é um rio localizado na Bretanha, França.